# Électorat de Trèves
Pour les articles homonymes, voir Trèves.
Ne doit pas être confondu avec Diocèse de Trèves.
902–1803
Entités précédentes :
- Lotharingie

Entités suivantes :
- Rhin-et-Moselle
- Sarre
- Nassau-Weilbourg

La principauté archiépiscopale de Trèves, qui devint plus tard l’électorat de Trèves (en allemand : Kurtrier, également Erzstift Trier ou Kurfürstentum Trier), était un État du Saint-Empire romain germanique. Le prince-archevêque de Trèves faisait partie du collège des princes-électeurs (Kurfürsten), l'un des trois clercs séculiers avec l'archevêque de Mayence et l'archevêque de Cologne. Aux trois archevêques rhénans revenait depuis le XIIIe siècle, avec le comte palatin du Rhin, le margrave de Brandebourg, le duc de Saxe et le roi de Bohême, le droit exclusif d'élire le roi des Romains et futur empereur, confirmé par la Bulle d'or en 1356. 
Les archevêques de Trèves, qui relevaient de la Lotharingie, bénéficient de l'immédiateté impériale comme seigneurs temporels  de la principauté épiscopale (Erzstift). Néanmoins, les frontières de la principauté et de l'archidiocèse de Trèves ne coïncidaient pas. Dans le périmètre de l'archidiocèse fondé au VIIIe siècle, l'autorité spirituelle de l’archevêque, en tant qu’évêque métropolite, s’étendait à proprement parler sur la province ecclésiastique, de laquelle dépendaient au haut Moyen Âge les diocèses lorrains de Metz, de Toul et de Verdun (Trois-Évêchés). 
Lors de la Diète d’Empire à Trèves en 1512, la principauté archiépiscopale rejoint le cercle électoral du Rhin. La plus grande partie de l'électorat fut occupée par les troupes révolutionnaires françaises au cours de la guerre de la première coalition en 1794. Le traité de Lunéville signé en 1801, et finalement le recès d'Empire de 1803 ont mis un terme au pouvoir temporel des archevêques et leur territoire était réparti entre la France et la principauté de Nassau-Weilbourg. Après le congrès de Vienne en 1815, la majeure partie de Trèves échut au royaume de Prusse.

## Territoire

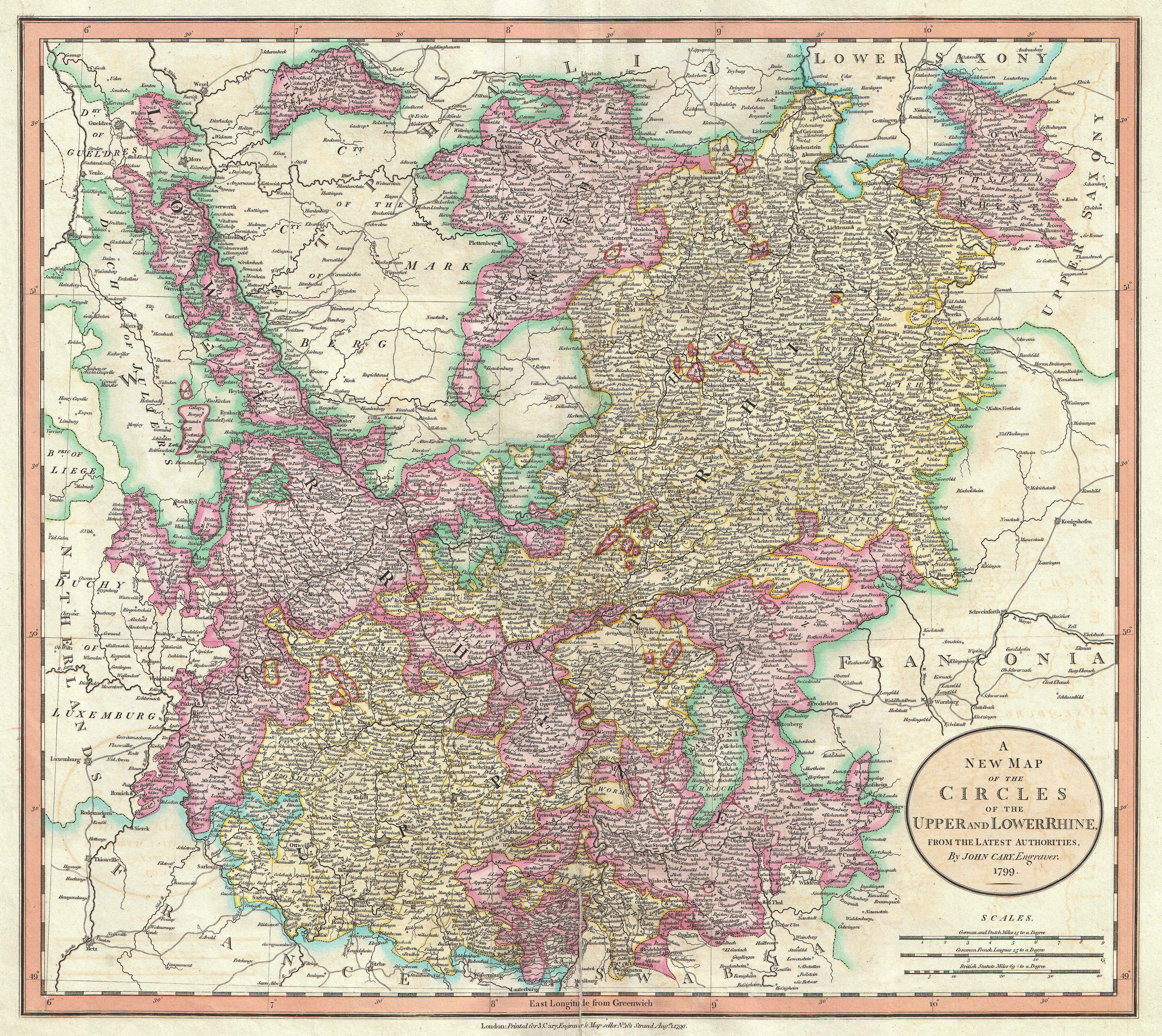
L'électorat de Trèves (en rose).

Les frontières de la principauté comprenaient les domaines situés en aval de la Moselle et de la Lahn, aussi bien que la zone du Rhin moyen entre le château fort de Hammerstein et la ville d'Oberwesel.
Trèves a été la capitale de la principauté ; au XVIIe siècle, l'archevêque-électeur fixa sa résidence à Coblence.

## Histoire

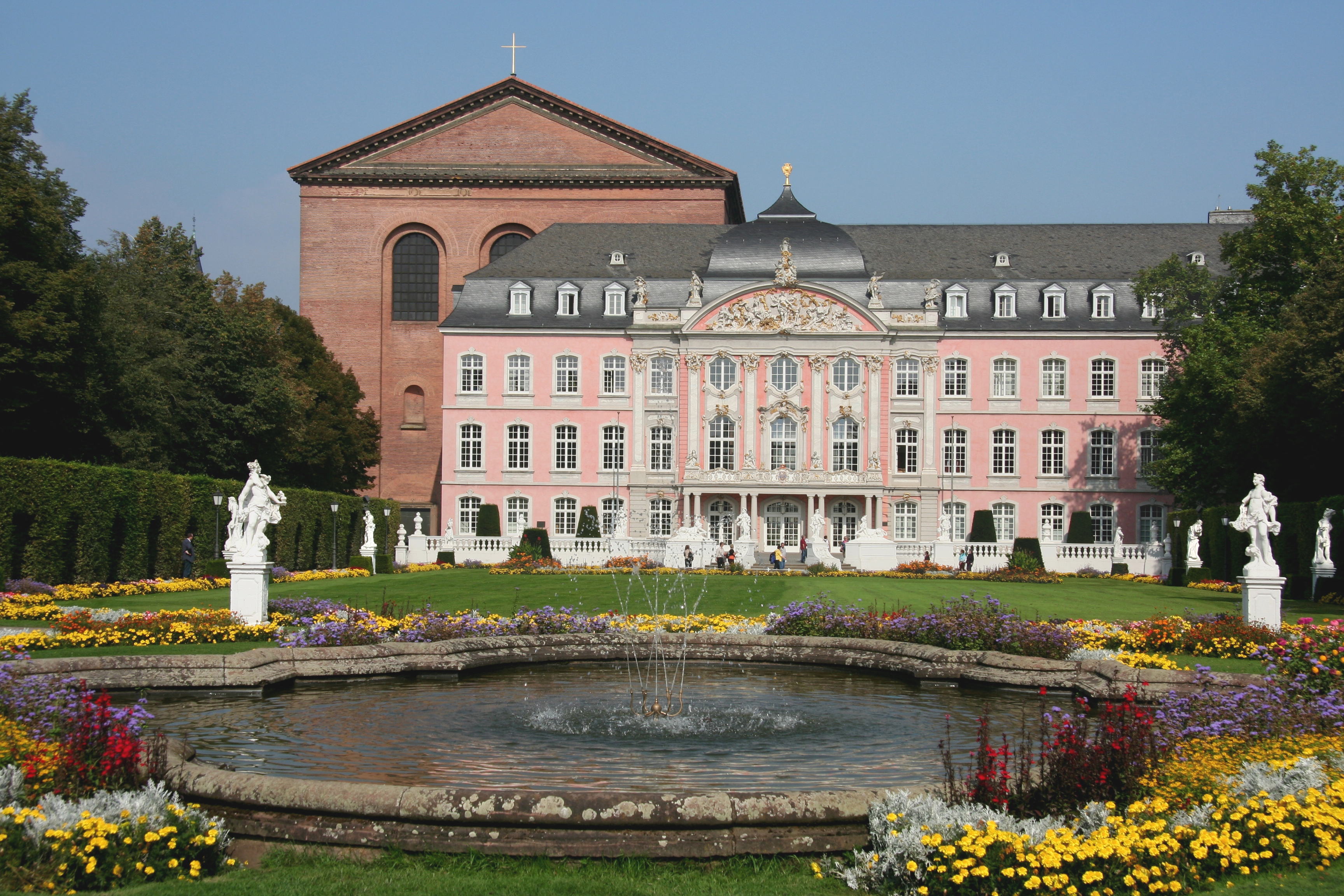
Palais du Prince-électeur à Trèves.

Le dernier prince-électeur fut Clément Wenceslas de Saxe, fils du roi Auguste III de Pologne et oncle maternel des rois Louis XVI de France et Charles IV d'Espagne. Un de ses filleuls fut Clément Wenceslas de Metternich. 
Ses liens familiaux avec la Maison royale de France, la proximité géographique de ses états (limitrophes de la France) amenèrent le comte d'Artois à se réfugier près de son oncle. Il fut bientôt suivi par un grand nombre de Français contre-révolutionnaires.